# Pentaria gracilis
Pentaria gracilis es una especie de coleóptero de la familia Scraptiidae.

## Distribución geográfica
Habita en Azerbaiyán y Armenia.